# Jim McCalliog
Jim McCalliog, né le 23 septembre 1946 à Glasgow (Écosse), est un footballeur écossais, évoluant au poste de milieu de terrain. Au cours de sa carrière, il évolue à Chelsea, à Sheffield Wednesday, aux Wolverhampton Wanderers, à Manchester United, à Southampton, au Chicago Sting, au FK Lyn et à Lincoln City ainsi qu'en équipe d'Écosse.
McCalliog marque un but lors de ses cinq sélections avec l'équipe d'Écosse entre 1967 et 1971. À la suite de sa carrière de joueur, il devient entraîneur.

## Carrière

### Joueur
- 1963-1965 :  Chelsea FC
- 1965-1969 :  Sheffield Wednesday
- 1969-1974 :  Wolverhampton Wanderers
- 1974-1975 :  Manchester United
- 1975-1977 :  Southampton FC
- 1977 :  Sting de Chicago
- 1978 :  FK Lyn
- 1978-1979 :  Lincoln City[2]
- 1979 :  Runcorn FC

### Entraîneur
- 1979 :  Runcorn FC
- 1990-1991 :  Halifax Town

## Palmarès

### En équipe nationale
- 5 sélections et 1 but avec l'équipe d'Écosse entre 1967 et 1971

### En club
- Coupe d'Angleterre :
  - Vainqueur : 1976 avec le Southampton FC.
  - Finaliste : 1966 avec Sheffield Wednesday

## Carrière d'entraîneur
- 1990-1991 :  Halifax Town